# Xian autonome lisu de Weixi
Le xian autonome lisu de Weixi (维西傈僳族自治县 ; pinyin : Wéixī lìsùzú Zìzhìxiàn) est un district administratif de la province du Yunnan en Chine. Il est placé sous la juridiction de la préfecture autonome tibétaine de Dêqên.

## Démographie
La population du district était de 143 355 habitants en 1999.